# 若梅鲷
若梅鲷（学名：Paracaesio xanthurus）为笛鲷科若梅鲷属的鱼类。分布于印度洋非洲沿岸至太平洋的洛德豪岛、台湾岛以及南海诸岛等，多栖息于热带海洋以及常栖息于珊瑚礁附近海域。

## 扩展阅读
維基物種上的相關：若梅鲷